# Aeroportul Hillsboro
Aeroportul Hillsboro (IATA: HIO, ICAO: KHIO, FAA LID: HIO) este un aeroport din Oregon, Statele Unite ale Americii. Aeroportul a fost tranzitat în 2019 de 86 de pasageri.
Situat la o altitudine de 62 m, aeroportul dispune de 3 piste.

## Infrastructură

### Piste
Aeroportul dispune de 3 piste: 
- pista 13R/31L din asfalt, cu dimensiunile 6.600 picioare × 150 picioare
- pista 02/20 din asfalt, cu dimensiunile 3.821 picioare × 75 picioare
- pista 13L/31R din asfalt, cu dimensiunile 3.600 picioare × 60 picioare